# 1495 Хелсинки
1495 Хелсинки је астероид главног астероидног појаса са пречником од приближно 18,37 .
Афел астероида је на удаљености од 3,042 астрономских јединица (АЈ) од Сунца, а перихел на 2,237 АЈ.
Ексцентрицитет орбите износи 0,152, инклинација (нагиб) орбите у односу на раван еклиптике 12,753 степени, а орбитални период износи 1566,389 дана (4,288 године).
Апсолутна магнитуда астероида је 11,60 а геометријски албедо 0,120.
Астероид је откривен 21. септембра 1938. године.